# 아구스틴 루베르토
아구스틴 파비앙 루베르토(스페인어: Agustín Fabián Ruberto, 2006년 1월 14일~)는 아르헨티나의 축구 선수이며, 리버 플레이트에서 공격수로 뛰고 있다.